# Індія на зимових Олімпійських іграх 1998
Індія на зимових Олімпійських іграх 1998 у Нагано була представлена лише одним спортсменом у санному спорті. Прапороносцем на церемонії відкриття Олімпіади став єдиний учасник Шива Кешаван. Індія уп'яте брала участь в зимовій Олімпіаді. Індійські спортсмени не здобули жодних медалей.

## Спортсмени
| Вид спорту   | Чоловіки | Жінки | Всього |
| ------------ | -------- | ----- | ------ |
| Санний спорт | 1        | 0     | 1      |
| Всього       | 1        | 0     | 1      |

## Санний спорт
Індійський саночник Шива Кешаван у змаганнях з одномісних санів він посів 28-е місце серед 34 учасників.
| Спортсмен    | Дисципліна               | Спуск 1 | Спуск 1 | Спуск 2 | Спуск 2 | Спуск 3 | Спуск 3 | Спуск 4 | Спуск 4 | Разом    | Разом |
| Спортсмен    | Дисципліна               | Час     | Місце   | Час     | Місце   | Час     | Місце   | Час     | Місце   | Час      | Місце |
| ------------ | ------------------------ | ------- | ------- | ------- | ------- | ------- | ------- | ------- | ------- | -------- | ----- |
| Шива Кешаван | чоловіки, одномісні сани | 52.315  | 29      | 52.127  | 29      | 52.043  | 28      | 51.900  | 27      | 3:28.385 | 28    |